# 索德斯托夫
索德斯托夫是德国下萨克森州的一个市镇。总面积35.86平方公里，总人口1492人，其中男性744人，女性748人（2011年12月31日），人口密度42人/平方公里。